# Seznam řezenských biskupů

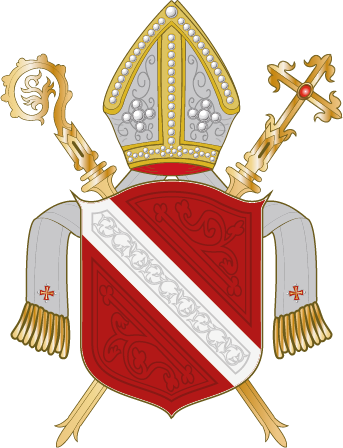
Znak řezenského biskupství resp. někdejšího knížecího biskupství

Toto je seznam biskupů řezenské diecéze. Řezenská diecéze byla založena roku 739. Řezenský biskup je v současnosti Rudolf Voderholzer. Diecéze má také jednoho emeritního biskupa a dva pomocné biskupy.

## Misijní biskupové do roku739
- sv. Jimram z Řezna († 652)
- sv. Rupert Salcburský (okolo roku 697) (nejisté)
- sv. Erhard z Řezna (okolo roku 700)

## Po založení diecéze v roce 739
- bl. Gaubald (739-761)
- Sigerich (762–768)
- Simpert či Sindbert (768–791)
- Adalwin (791–816)
- Baturich (817–847)
- Erchanfried (847–864)
- Ambricho (864–891)
- Aspert (891–893)
- bl. Tuto (893–930)
- Isangrim (930–941)
- bl. Gunther (941)
- Michael (941–972)
- sv. Wolfgang z Řezna (972–994)
- Gebhard I. Švábský (995–1023)
- Gebhard II. z Hohenwartu (1023–1036)
- Gebhard III. z Hohenlohe (1036–1060)
- Otto z Riedenburgu (1061-1089)
- Gebhard IV. z Goshamu (1089–1105)
- Hartvík I. ze Spanheimu (1105–1126)
- bl. Konrád I. z Raitenbuchu (1126–1132)

## Biskupové-knížata řezenští
- Jindřich I. z Wolfratshausenu (1132–1155)
- Hartvík II. ze Spanheimu (1155–1164)
- Eberhard Švábský (1165–1167)
- Konrád II. z Raitenbuchu (1167–1185)
  - Gotfrýd ze Spitzenbergu (1185-1186) nezařazován do oficiálních seznamů biskupů
- Konrád III. z Laichlingu (1186–1204)
- Konrád IV. z Frontenhausenu (1204–1227)
  - Gotfrýd (1127) nezařazován do oficiálních seznamů biskupů
- Siegfried (1227–1246)
- Albert I. z Pietengau (1247–1259)
- sv. Albert II. Veliký (1260–1262)
- Leo Thundorfer (1262–1277)
- Jindřich II. z Rottenecku (1277–1296)
- Konrád V. z Luppurgu (1296–1313)
- Mikuláš z Ybbs (1313–1340)
  - Hiltpolt z Haimbergu (1340) nezařazován do oficiálních seznamů biskupů
  - Jindřich III. ze Steinu jako protibiskup
- Bedřich z Zollernu (1340–1365) († 1368)
- Jindřich III. ze Steinu (1365–1368)
- Konrád VI. z Haimbergu (1368–1381)
- Detřich z Abensbergu (1381–1383)
- Jan z Moosburgu (1384–1409)
- Albert III. ze Stauffenbergu (1409–1421)
- Jan II. ze Streitbergu (1421–1428)
  - Erhard Sattelboger (1428) nezařazován do oficiálních seznamů biskupů
- Konrád VII. ze Soestu (1428–1437)
- Bedřich II. z Parsbergu (1437–1450)
- Bedřich III. z Plankenfelsu (1450–1457)
- Ruprecht I. Falcko-Mosbašský (1457–1465)
- Jindřich IV. z Absbergu (1465–1492)
- Ruprecht II. Falcko-Simmernský (1492–1507)
- Jan III. Falcký (1507–1538)
- Pankrác ze Sinzenhofenu (1538–1548)
- Jiří z Pappenheimu (1548–1563)
- Vít z Fraunbergu (1563–1567)
- David Kölderer z Burgstallu (1567–1579)
- Filip Vilém Bavorský (1579–1598)
- Zikmund Fugger (1598–1600)
- Wolfgang II. z Hausenu (1600–1613)
- Albert IV. z Toerring-Steinu (1613–1649)
- kardinál František Vilém z Wartenbergu (1649–1661)
- Jan Jiří z Herbersteinu (1662–1663)
- Adam Vavřinec z Toerring-Steinu (1663–1666)
- Guidobald z Thun-Hohensteinu (1666–1668)
- Albrecht Zikmund Bavorský (1668–1685)
- Josef Klement Bavorský (1685–1716)
- Klement August I. Bavorský (1716–1719)
- kardinál Jan Teodor Bavorský (1719–1763)
- Klement Václav Saský (1763–1769)
- Anton Ignaz von Fugger-Glött (1769–1787)
- Maximilian Prokop von Toerring-Jettenbach (1787–1789)
- Joseph Konrad von Schroffenberg-Mös (1790–1803)

## Řezenský arcibiskup
- Karl Theodor von Dalberg (1802–1817), arcibiskup řezenský
- sede vacante 1817–1821

## Řezenští biskupové
- Johann Nepomuk Wolf (1821–1829)
- Johann Michael Sailer (1829–1832)
- Georg Michael Wittmann (†1833 před tím, než byl potvrzen papežem)
- Franz Xaver Schwäbl (1833–1841)
- Valentin Riedel (1842–1857)
- Ignatius von Senestrey (1858–1906)
- Dr. Anton von Henle (1906–1927)
- Dr. Michael Buchberger (1927–1961)
- Dr. Rudolf Graber (1962–1982)
- Manfred Müller (1982–2002)
- Dr. Gerhard Ludwig Müller (2002 - 2012)
- Rudolf Voderholzer od 2013